# Al Matthews
Al Matthews est un acteur et auteur-compositeur-interprète américain né le 21 novembre 1942 à New York et mort le 22 septembre 2018 à Orihuela en Espagne.

## Filmographie

### Cinéma
- 1977 : Bad Loser : Frank
- 1979 : Yanks : le G.I. noir
- 1980 : Le lion sort ses griffes : Ferguson
- 1981 : La Malédiction finale : l'ouvrier
- 1981 : Ragtime : Maître D'
- 1982 : The Sender : le vétéran du Viet Nam
- 1983 : Superman 3 : le chef des pompiers
- 1983 : Funny Money
- 1985 : American Way : Benedict
- 1986 : Aliens, le retour : Sergent Apone
- 1987 : Out of Order : le DJ américain
- 1988 : Un lundi trouble : le DJ de la radio
- 1988 : American Roulette : Morrisey
- 1997 : Le Cinquième Élément : Général Tudor
- 1997 : Demain ne meurt jamais : le maître sergent
- 2018 : The Prince of Death : Williamson

### Télévision
- 1979-1980 : Grange Hill : M. Green (3 épisodes)
- 1980 : BBC2 Playhouse : Oxford St. John (1 épisode)
- 1982 : Nancy Astor : Billy (1 épisode)
- 1982 : Shelley : journaliste (1 épisode)
- 1983 : Les Professionnels : Faroud (1 épisode)
- 1983 : Video Stars : Calvin Tripoli
- 1984 : The Comic Strip Presents... : l'amiral (1 épisode)
- 1986 : Big Deal (1 épisode)
- 1987 : Screen Two : Curtis Duchamps (1 épisode)
- 1987 : London Embassy : Uwlie Cooper (1 épisode)
- 1989 : Saracen : Dube (1 épisode)
- 1994 : Desmond's : Révérend Marvin Jones (1 épisode)
- 1995 : Soul Survivors : Grover Cleveland
- 1996 : Ellington : J.P. Coates (1 épisode)
- 1997 : The Apocalypse Watch : Wesley Sorenson
- 1998 : Sipurim Kzarim Al Ahava (1 épisode)